# Європейська мрія
«Європейська мрія: як європейське бачення майбутнього поступово затьмарює Американську мрію» (англ. The European Dream: How Europe's Vision of the Future Is Quietly Eclipsing the American Dream) — книга американського економіста та соціального теоретика Джеремі Ріфкіна, опублікована у вересні 2004. Ріфкін описує виникнення та еволюцію Європейського Союзу за останні п'ять декад і розглядає відмінності між цінностями європейців і американців. Він стверджує, що ЄС, який він описує як перший по-справжньому постмодерністський керівний орган економічної наддержави, що конкурує зі США, і має потенціал, щоб стати повноправною наддержавою світу.
Відповідно до Ріфкіна, «Європейська мрія», при якій люди відчувають безпеку не через самостійне накопичування багатства, а завдяки стійкому розвитку і дотриманню прав людини. Концепція Ріфкіна відображає пошук голландського народу «gezelligheid» (йдеться про затишний, що включає довкілля), а також соціальної теорії ринку, яка домінувала в французькому та німецькому економічному плануванні з часів Другої світової війни. Ріфкін стверджує, що саме «Європейська мрія» найкраще підходить для проблем XXI століття.
Ріфкін пояснює протидію Європи смертній карі в історичному контексті: після величезних втрат у війнах початку і середини XX століття, Європа принципово виступає проти вбивства, спонсором якого є держава.
Аби підтримати власну тезу, Ріфкін відмічає, що Європейський Союз має не тільки більшу густоту населення, але і більший Валовий внутрішній продукт ніж США. Потенціал ЄС як економічної наддержави ілюструється даними: 14 з 20 головних банків світу, 61 компанія зі 140 найбільших належать Європі.
Автор наголошує на чіткому розходженні між «жорстокою політикою» Сполучених Штатів і більш «м'якою» ЄС у питаннях сфери міжнародних відносин. Америка спирається на військову міць і економічне домінування більшою мірою ніж Союз. Європа ж об'єднує свою силу в фінансовому секторі та економіці в цілому із зобов'язаннями гуманітарної та економічної допомоги, торговими договорами, інтернаціональними інституціями та терплячою, багатосторонньою дипломатією. Для більшості країн ця відносна різниця виразилася в розповсюдженій ворожості до американської потужності та відносної готовності до співпраці з Європейським Союзом.
У Південній Кореї книжка створила сенсацію й отримала неочікувано високу популярність завдяки Но Му Хьон — президенту Республіки Корея з 25 лютого 2003 по 25 лютого 2008, який прочитав роботу Ріфкіна й мав плани реалізувати азійську версію «Мрії».

## Критика та коментарі
Французький філософ Бернар Стіглер є шанувальником творчості Ріфкіна, посилаючись на Європейську мрію у своєму недавньому есе про майбутнє Європи:
| Ліві лапки | Джеремі Ріфкін у своїй «Європейській мрії» припускає, що світ багато чого очікує від Європи, але Європа не зможе функціювати як могутня сила до того моменту, як вона знайде засоби, що дозволяють їй відповісти на цей попит. Але що конкретно вимагається? Світ не очікує добрих намірів. Він очікує, що Європа буде винаходити нові промислові моделі, які будуть здатні до зупинення руйнівного процесу, що спричинило захоплення і необмежена експлуатація енергії виробниками і споживачами, що призведе, в кінцевому результаті, до величезного процесу десублімації. | Праві лапки |

З цієї цитати можна зробити висновок, що Стіглер не зовсім погоджується з твердженнями Ріфкіна. Стіглер стверджує, що визнання виняткової важливості Європи в масштабах глобального майбутнього, не розв'язує ключового питання: Джеремі Ріфкін не усвідомлює руйнівної особливості сучасного капіталізму і не звертає уваги на те, що такий процес відноситься до доісторичного нарцисизму й самозамилування, які є в основі кожної мрії, в тому числі і європейської.